# Mellumplate
Der Leuchtturm Mellumplate steht in der südlichen Nordsee (Deutsche Bucht) in der Außenjade nördlich der Vogelinsel Mellum und weist als Leitfeuer die von See kommenden Schiffe in die Jade.

## Bau/Aufbau
Der Leuchtturm Mellumplate wurde zwischen 1939 und 1942 für rund zwei Millionen Reichsmark erbaut. Er besteht im unteren Bereich aus einem runden Stahlbeton-Caisson und im Turmschaftbereich aus einem eckigen Stahlskelett mit Klinkerverblendung. Der Turm steht „offshore“ in rund NN – 23 m Tiefe im Sand, die Bauwerkshöhe beträgt rund 29 m über NN. Im Innern befinden sich sieben Stockwerke. Beim Bau 1939 wurde der an Land vorgefertigte Caisson (Kasten für das Arbeiten im Wasser), der einen Durchmesser von 14,3 m und eine Wanddicke von 2,15 m hat, mit Schleppern an seinen künftigen Standort gebracht. Nach dem Ablassen auf den Boden wurde das Sediment innerhalb des Caissons herausgegraben, damit sich der Caisson durch sein eigenes Gewicht weiter in den Meeresboden absenkt. Anschließend wurde der Caisson bis NN – 5,42 m mit Sand verfüllt. Wie in der Offshore-Bauweise üblich, ist das Fundament von einem Kolkschutz aus Schüttsteinen auf Buschmatten (Faschinen) umgeben. Auf dem gemauerten Fundament mit einem Durchmesser von 13,2 m steht der Turm mit seinem quadratischen Grundriss. Die Stromversorgung erfolgt über ein 6-kV-Seekabel, das auch die Radarstationen Hooksielplate und Hohe Weg sowie die Insel Mellum mit Strom versorgt.
Zum Schutz des Klinkers wurde der Turm im Jahr 1968 bei einer Sanierung mit einer rot-weißen Verkleidung aus Aluminium versehen. Dabei erhielt er auch eine Hubschrauberlandeplattform, um das Absetzen der Leuchtturmwärter zu vereinfachen, da das Anlegen mit einem Schiff schon bei Wellenhöhen über einem Meter nicht mehr möglich ist.
Im Jahr 2005 wurde die Außenverkleidung renoviert. Dazu wurde der gesamte Turm mit einem Baugerüst versehen. Das Hubschrauberlandedeck wurde im Rahmen dieser Renovierung außer Betrieb genommen, da es statisch den neuen Generationen von Rettungshubschraubern nicht mehr genügt. Nach wie vor können aber Personen über Abseiltechniken von Hubschraubern geborgen werden. Im Jahr 2008 wurden die alten Stahldalben, an denen das Versorgungsschiff festmacht, gegen fünf neue ersetzt.

## Verwendung
Der Turm wurde im Zweiten Weltkrieg als Flakstation geplant und verwendet, um die Jadeeinfahrt gegen feindliche Flugzeuge abzuriegeln. In dieser Zeit waren bis zu 40 Soldaten auf dem Turm stationiert. Nach dem Krieg und dem Abbau der Geschütze erhielt das Bauwerk auf dem bisherigen Laternenhaus eine neue runde Laterne. Der Turm mit der internationalen Ordnungsnummer B 1122 ersetzte das Feuerschiff Minsener Sand und war bis 1973 besetzt, bis er eine Fernsteuerung zum automatischen Betrieb bekam.
Bei dem Feuer handelt es sich um ein Sektorenfeuer, bei dem die einzelnen Sektoren nicht durch Farben, sondern durch Blitz- und Morsezeichen ausgewiesen werden. Die Feuerfarbe ist weiß. Die 1600-Watt-Lampe erreicht dabei eine Lichtstärke von 607.500 Candela. Die Reichweite beträgt rund 24 Seemeilen. Für Wartung und Unterhalt ist das Wasserstraßen- und Schifffahrtsamt Weser-Jade-Nordsee Standort Wilhelmshaven zuständig.